# Tony Troxler
Pour les articles homonymes, voir Troxler.
Tony Troxler, de son vrai nom Antoine Troxler (* 26 février 1918 à Riespach ; † 9 février 1998 à Mulhouse), était un poète en dialecte alsacien, est un dramaturge et un comédien.
C'était l'un des plus célèbres membres du « Herre-n-Owe », un cabaret réservé aux hommes, au Théâtre Alsacien de Mulhouse.
Par le théâtre, mais aussi par des émissions télévisées et radiophoniques, par son engagement pour l'enseignement de l'alsacien aux enfants, il a été un grand défenseur du dialecte alsacien.

## Ses jeunes années
Il est né le 26 février 1918 à Riespach, dans le Sundgau. Ses parents, Antoine Troxler et Anna Burget, étaient des employés de maison.
Il a fait sa scolarité à l'École des Frères, puis en pension au "Collège Saint Jean Bergams" à Florennes en Belgique. Il y a appris le latin et découvert les auteurs français (comme Ronsard, Corneille, Molière, Victor Hugo), ainsi a commencé sa passion pour la poésie te la littérature.
Il a poursuivi ses études à Guebwiller, puis à l'école de la Police Nationale à Saint-Cyr-au-Mont-d'Or près de Lyon.
Il a commencé sa vie professionnelle comme employé de banque. En parallèle, il a commencé à jouer au Théâtre Alsacien de Mulhouse.

## Pendant la guerre
Entre 1939 et 1940, il a combattu sous l'uniforme français.
En 1943, il a dû, comme tout Alsacien, combattre dans la Wehrwacht, du côté allemand. Mais il n'est pas resté longtemps dans ce régime nazi : un mois plus tard, il a fui en Suisse. Il s'est caché à Bur, puis il est entré dans la Résistance.
En 1944, il est revenu en France et a participé aux combats de libération de l'Alsace.

## Le «milhüser Wackes»
Après la guerre, il a habité à Mulhouse. Il est devenu un vrai « milhüser Wackes » (littéralement « garnement mulhousien », nom traditionnellement donné aux vrais Mulhousiens, à la forte personnalité).
En 1945, il a épousé Yvonne Vix. Il a exercé le métier de policier. Il s'est beaucoup impliqué dans la promotion du dialecte alsacien : il a joué au Théâtre Alsacien de Mulhouse, il a présenté des émissions radiophoniques en alsacien.
Le Théâtre Alsacien de Mulhouse propose des soirées réservées aux messieurs : c'est le Herre-n-Owe. On y présente des pièces humoristiques, pas directement vulgaires, mais bien dans le ton et le style des milhüser Wackes. C'est au cours des années où il a été mené par Tony Troxler, avec Freddy Willenbucher et d'autres compagnons, que le spectacle a connu le plus grand succès.
Tony Troxler jouait par exemple un clochard, Seppi vu dr Walz ; ce rôle lui permettait de tourner en dérision la morale bien-pensante.
Ses deux enfants, Évelyne et Sylvie, œuvreront aussi pour la cause de la culture alsacienne.
En 1971, il s'est lancé dans la production d'émissions télévisées : E Amel, Wia allewil, etc.
De 1972 à 1983, il a été le directeur du Groupement des Hôteliers-Restaurateurs du Haut-Rhin.
En 1974, il contribue à la réalisation du disque Ewig Elsass (Eternelle Alsace) enregistré par Charlie Schaaf et son orchestre (Vogue SLD.875)
En 1981, il a écrit un livre pédagogique d'apprentissage de l'alsacien à destination des enfants : S'Elsass isch a Ragaboga (L'Alsace est un arc-en-ciel).
En 1982, il a fondé avec Marithé Bienz un théâtre pour les enfants.
Le 9 février 1998, il est décédé à Mulhouse, juste avant la représentation de la pièce de théâtre dialectal Toni, réalisée à son intention par Francis Haas.
En 1992 est paru le premier tome des Mémoires d'un Saltimbanque et en 1994 le deuxième tome.
À titre posthume, en 2002, l'intégralité de ses textes a été publiée dans le livre Tony Troxler, hinter'm Spiegel (Tony Troxler, derrière le miroir).

## Prix et distinctions
- Médaille d’honneur de la Police, 1963
- Croix d’Alsace du Réseau Martial, 1967
- Chevalier de l’ordre du Mérite, 1970
- Officier des Arts et des Lettres, 1985
- Chevalier de la Légion d’honneur, 1986
- Prix Tony Koch, 1993

## Pour approfondir